# Католицька церква на Коморських Островах
Като́лицька це́рква на Комо́рських Острова́х — друга християнська конфесія Коморських Островах. Складова всесвітньої Католицької церкви, яку очолює на Землі римський папа. Керується конференцією єпископів. Станом на 2004 рік у країні нараховувалося близько 4000 католиків (0,44% від усього населення). Існувало 1 діоцезій, які об'єднували 2 церковних парафій.  Кількість  священиків — 4 (з них представники секулярного духовенства — 1, члени чернечих організацій — 3), постійних дияконів — 0, монахів — 4, монахинь — 4.